# گل‌شکاف نقاب‌دار
گل‌شکاف نقاب‌دار (نام علمی: Diglossa cyanea) نام یک گونه از سرده گل‌شکاف است.

## نگارخانه

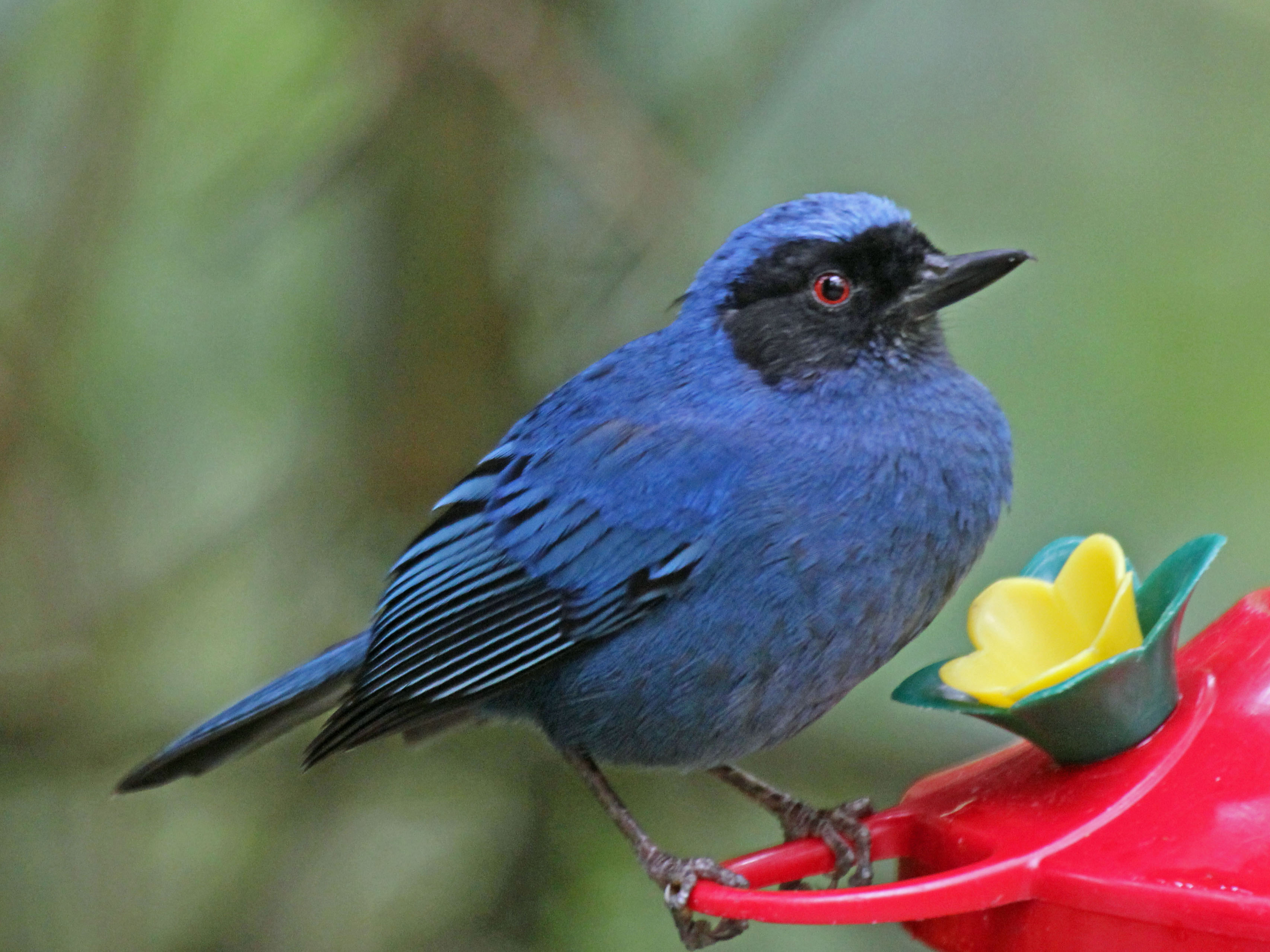
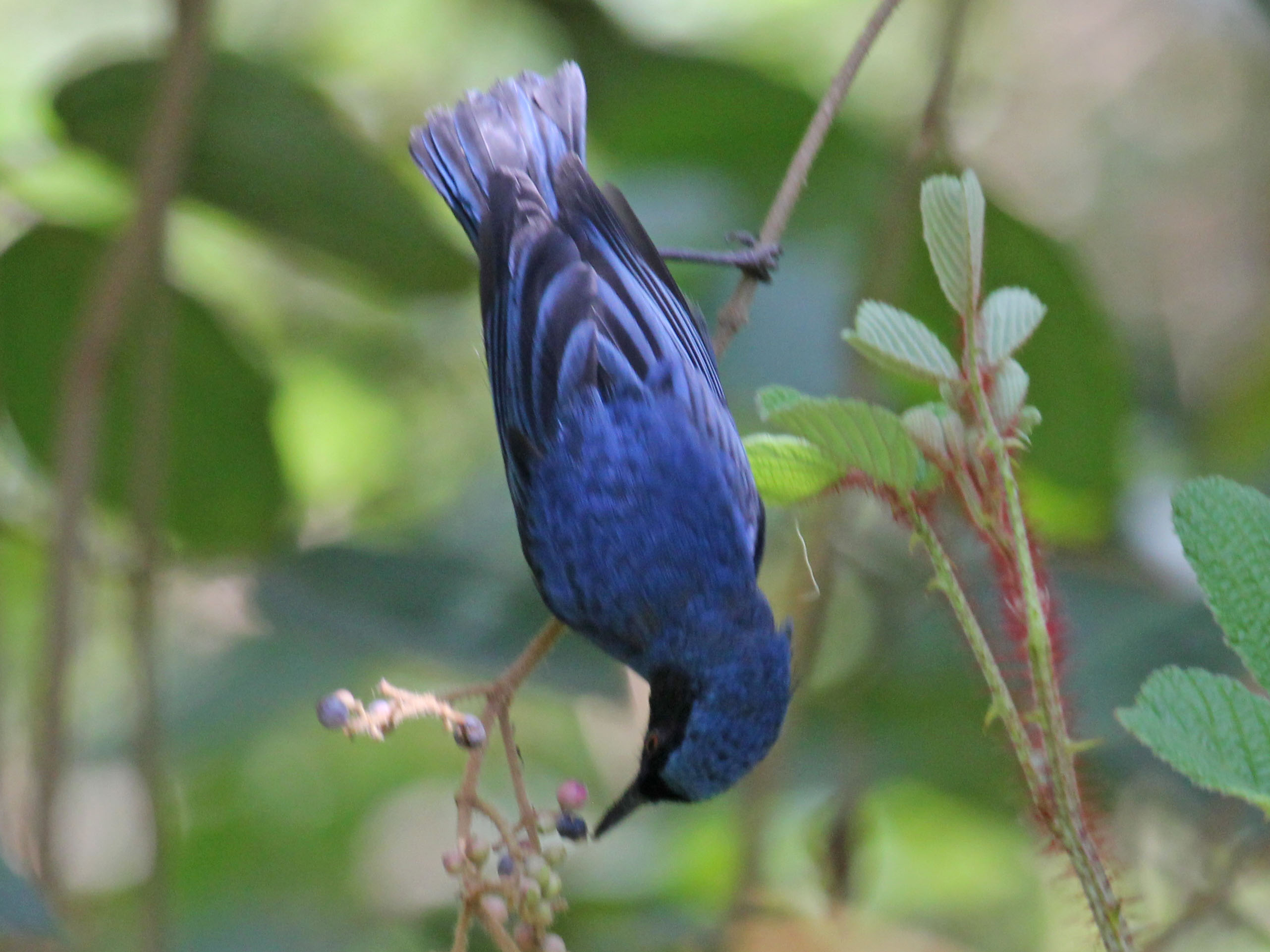
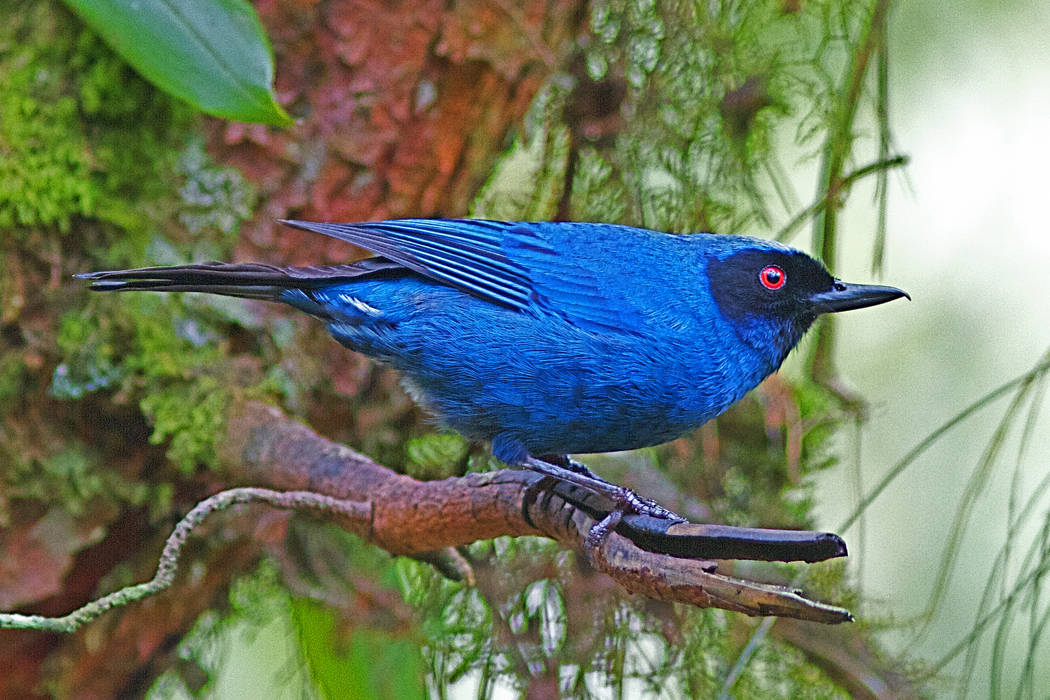